# SmartFTP
SmartFTPは米国では著名なシェアの高いFTPクライアント。Windowsに内蔵されたエクスプローラのコンポーネントを内部的に呼び出すことで、高い操作性を持つのが特徴。SmartFTPの最初のバージョンは1998年に公開されて、多言語対応をしているため世界中で利用されている。
他の特徴として、以下のようなものがある。
- UTF-8ファイル名をサポート。ひらがな、カタカナ、漢字を含んだファイル名も問題なくFTPサーバにアップロードできる。
- 「転送キュー」「一時キュー」機能を搭載。時間を指定した複数ファイルの一括アップロードができる。
- FXPに対応したFTPサーバなら、サーバ間のファイル・コピーもドラッグ・アンド・ドロップが可能。
- Wingate、Winproxy、CSM、Checkpoint FW-1、Raptorなどのファイアウォールへのログイン。
- 暗号化FTP通信「FTPS」（File Transfer Protocol over SSL/TLS）に対応[5]。